# Rhypholophus hoodianus
Rhypholophus hoodianus là một loài ruồi trong họ Limoniidae. Chúng phân bố ở miền Tân bắc.